# 結城朝祐
結城 朝祐（ゆうき ともすけ）は、鎌倉時代末期から南北朝時代にかけての武将。下総結城氏6代当主。

## 生涯
延慶元年（1308年）、5代当主・結城貞広の子として誕生。翌延慶2年（1309年）、父・貞広が21歳で亡くなり、子である犬鶴丸（朝祐）が幼少にして下総結城氏の当主となった。

### 鎌倉幕府御家人 結城朝高として
『真壁長岡文書』を見ると、朝祐が当主であった間（1309年-1336年）に「結城七郎左衛門尉朝高」という人物の活動が見られる。この人物は結城氏の家督継承者が称する「七郎左衛門尉」を称しており、結城氏の当主であったと考えられるが、『尊卑分脈』・『系図纂要』・『続群書類従』所収「結城系図」・東京大学史料編纂所架蔵謄写本の「結城系図」などの系図では貞広の子として朝祐が掲載されているのみで、結城氏当主として朝高という人物は登場せず、また朝祐が｢朝高｣と名乗ったとする記載すら見られない。しかし、鎌倉時代末期に作成されたとみられる『結城小峯文書』内の「結城系図」では、貞広の子が犬鶴丸、追筆で「使 左衛門尉 朝高 結城七郎」となっているが、結城氏家督継承者の通称である「結城七郎」を称していること、左衛門尉及び検非違使に任官していることのいずれもが朝祐に合致しているため、この朝高（幼名は犬鶴丸）は朝祐と同一人物であり、その初名であると考えられている。『真壁長岡文書』によれば、この｢結城七郎左衛門尉朝高｣（結城朝高）は、元徳年間（1329年-1332年）に、小栗六郎次郎入道円重と共に、真壁氏の所領である常陸国真壁郡長岡郷内の所領打渡しの使者として交渉にあたった。この所領打渡しを命じたのは、幕府の引付頭人または幕府から指令を受けた常陸国守護の2通りが考えられるが、文書の中の｢御教書案此の如に候｣という文言から｢（将軍→）執権・連署（北条氏）→常陸守護→常陸守護代→朝高｣と指令が伝達されたことが窺え、この頃の常陸守護は北条時綱であったことから、朝高はその代官的役割を果たしていたようである。
同文書から、元徳3年（1331年）の段階ではまだ「朝高」と名乗っていることが分かるので、「朝祐」と改名したのはこれ以降であり、鎌倉幕府の滅亡及びその後の足利尊氏への服属が改名の契機になったとされている。その時の改名で「高」の字がなくなっているが、これは幕府滅亡（東勝寺合戦）の際に自害した北条氏得宗家当主及び鎌倉幕府14代執権・北条高時より偏諱を受けたものと考えられる。「結城系図」を見ると、父・貞広の付記に「鎌倉執権北条貞時授一字、故名貞広」（鎌倉執権北条貞時一字を授く。故に貞広と名す）とあり、祖父・時広も貞時の父である北条時宗から｢時｣の字を受けていることは明らかであるため、貞広の子である朝祐もその慣例に倣って得宗家に従い、当主の高時（貞時の子）を烏帽子親としてその偏諱を受けたことに疑いの余地はない。従って当初は高時の偏諱を受けて朝高と名乗っていたが、幕府滅亡後はその「高」の字を棄てて朝祐に改名したことが分かる。前述の通り系図類で掲載されている「朝祐」の名の方が知られているが、実際には朝祐と名乗ってから数年ほどで戦死しており（後述参照）、おおよそ半生は朝高を名乗っていたことになる。
前述のように、事実上得宗家に従属する形で幕府の御家人として活動し、笠置城攻めには幕府軍の大将の一人、足利高氏（のちの足利尊氏）の麾下に属して参加している。しかし、のちに高氏と同様、反幕府派に転じて鎌倉幕府の倒幕に加担した。この頃から高氏（尊氏）と主従関係を結んでいたというわけではないようだが、これをきっかけに、幕府滅亡後は終始尊氏と行動を共にすることとなる。

### 鎌倉幕府滅亡後 結城朝祐として
前述の通り、幕府滅亡後は結城朝祐と名乗った。幕府滅亡後は後醍醐天皇による建武の新政が開始されるが、天皇の信任を受けていた分家筋の白河結城氏の結城宗広が北畠顕家が陸奥国司として多賀城に着任したのに伴って奥州式評定衆、その子・親光が雑訴決断所の一員に任ぜられた一方で、結城氏の惣領であった朝祐は本領や陸奥国糠部郡七戸の地を安堵はされたものの、宗広・親光父子に比べると冷遇されていた。このため、のちに南朝方に属する白河結城氏や一族の関氏と対立して北朝方に味方し、箱根・竹ノ下の戦いでは足利尊氏に味方した（先陣を務めたとも）。そのまま尊氏に従い九州まで下向したが、建武3年（1336年）の多々良浜の戦いで戦死した。